# Haematonectria termitum
Haematonectria termitum är en svampart som först beskrevs av Franz Xaver von Höhnel, och fick sitt nu gällande namn av Samuels & Rossman 1999. Haematonectria termitum ingår i släktet Haematonectria och familjen Nectriaceae.   Inga underarter finns listade i Catalogue of Life.